# Rosa Icela Rodríguez
Rosa Icela Rodríguez Velázquez (Xilitla, San Luis Potosí; 5 de septiembre de 1959) es una política, periodista y funcionaria mexicana, miembro del partido Morena. Es la secretaria de Gobernación desde el 1 de octubre de 2024 durante el gobierno de la presidenta Claudia Sheinbaum.
Fue secretaria de Seguridad y Protección Ciudadana durante el gobierno del presidente Andrés Manuel López Obrador entre 2020 y 2024, siendo la primera mujer en estar a cargo de la seguridad pública en la historia de México.

## Biografía
Nació en la Huasteca Potosina. Desde temprana edad, su familia se trasladó a Ciudad Valles (San Luis Potosí), ciudad en donde llevó a cabo su formación primaria. Posteriormente, se trasladó a la Ciudad de México, donde realizó sus estudios universitarios en la Escuela de Periodismo Carlos Septién García y ejerció el periodismo en Televisa Radio, en El Universal, en La Afición y en La Jornada.
Durante la jefatura de gobierno de Andrés Manuel López Obrador, fue directora general de Participación Ciudadana y directora general de Concertación Política y Atención Social y Ciudadana.
Fue representante del Jefe de Gobierno en las Coordinaciones Territoriales de Seguridad Pública y Procuración de Justicia en dos zonas de alto riesgo, como Cuauhtémoc III (CUH-3), en el barrio de Tepito, y Cuauhtémoc VIII (CUH-8), en las colonias Buenos Aires, Doctores y Obrera, donde con estrategia e inteligencia policial y un amplio trabajo vecinal de construcción de redes de seguridad se logró contener y bajar la incidencia delictiva en ese período.
En la jefatura de Marcelo Ebrard, fue coordinadora general del Gabinete de Gobierno y Seguridad Pública y encargada de las 71 Coordinaciones Territoriales de Seguridad Pública y Procuración de Justicia de 2006 a 2009, y directora general del Instituto para la Atención de los Adultos Mayores de 2009 a 2012.
Durante el gobierno de Miguel Ángel Mancera, fue titular de Desarrollo Social de 2012 a 2015 y de Desarrollo Rural y Equidad para las Comunidades, de 2015 a 2018.
Fue secretaria de Gobierno de la Ciudad de México, desde el 5 de diciembre de 2018 hasta el 26 de julio de 2020, durante la jefatura de Claudia Sheinbaum.
Fue designada por el presidente López Obrador como coordinadora general de Puertos y Marina Mercante, dentro de la Secretaría de Comunicaciones y Transportes.
El 30 de octubre de 2020, tras la renuncia de Alfonso Durazo Montaño como titular de la SSPC, fue postulada como secretaria de Seguridad y Protección Ciudadana por el presidente López Obrador, convirtiéndose en la primera mujer en ocupar dicha cartera. Cargo que aceptó el 3 de noviembre y asumió de manera formal el 30 de diciembre del mismo año.
El 4 de julio de 2024 fue anunciada por la presidenta electa Claudia Sheinbaum como titular de la Secretaría de Gobernación, entrando en funciones a partir del 1 de octubre de 2024.
Ha sido distinguida con la Medalla Omecíhuatl, otorgada por el Instituto de las Mujeres del Distrito Federal, y con la presea "Tepantlato" al Mérito en Desarrollo Social del Instituto de Ciencias Jurídicas de Egresados de la UNAM, FES Aragón, A. C., entre otros.

## Obras publicadas
Es coautora del libro Necesidades de cuidado de las personas mayores en la Ciudad de México. Diagnóstico y lineamientos de política, coeditora de Autonomía y dignidad en la vejez: Teoría y práctica en políticas de derechos de las personas mayores y colaboradora de Los derechos de las personas mayores en el siglo XXI: situación, experiencias y desafíos, todos publicados por la Comisión Económica para América Latina y el Caribe (Cepal), de la Organización de las Naciones Unidas, y por el Gobierno de la Ciudad de México.